# Колесов, Иван Петрович
Ива́н Петро́вич Ко́лесов (1880—1921) — участник Первой мировой и Гражданской войн, полный георгиевский кавалер.

## Биография
Родился в 1880 году на хуторе Желтухино-Ширяйском станицы Иловлинской Второго Донского округа Области Войска Донского (ныне Иловлинского района Волгоградской области).
Участник Первой мировой войны. Весной 1917 года — выборный командир полка.
После демобилизации вернулся на Дон, избран председателем Совета рабочих, крестьянских, солдатских и казачьих депутатов станиц Сиротинской, Качалинской и Иловлинской. Для отпора атаман А. М. Каледину организовал два полка.
Впоследствии во главе красногвардейского отряда, а затем 1-го Иловлинского казачьего кавалерийского полка участвовал в обороне Царицына. В январе 1919 года полк Колесова вошёл в состав совершавшей свой знаменитый рейд Особой кавалерийской дивизии С. М. Будённого, временно замещавшего Б. М. Думенко. Полк не вошёл в состав ни одной из бригад и оставался Особым. Потом он был переформирован в резервную бригаду 1-го Конного корпуса, затем 1-й Конной армии. Бригада вошла в состав 6-й кавалерийской дивизии и получила номер 4. Во время Воронежско-Касторненской операции она действовала совместно с 11-й кавалерийской дивизией В. И. Матузенко.
Затем командовал 3-й кавалерийской бригадой 6-й кавалерийской дивизии 1-й Конной армии. Помощником у него был младший брат Николай, который затем возглавил бригаду.
В конце 1920 года уволен в запас. Вернулся в родной хутор. Поднял мятеж против Советской власти. Был смертельно ранен в июне 1921 года, захвачен в плен и по пути на станцию Гумрак скончался. Посмертно был награждён вторым орденом Красного Знамени за то, что в боях на Польском фронте во время Житомирского прорыва, под Лопатино и Новоград-Волынским «не щадя своей жизни, всегда шёл впереди подчинённых ему частей и увлекал их в бой, чем способствовал разгрому врага».

## Награды
- кавалер четырёх Георгиевских крестов
- 2 ордена Красного Знамени (1920[4], 13.03.1922[3][4] — посмертно)